# 新庄乡 (和政县)
新庄乡，是中华人民共和国甘肃省临夏回族自治州和政县下辖的一个乡镇级行政单位。

## 行政区划
新庄乡下辖以下地区：
榆木村、前进村、草滩村、将台村、光明村、何马家村、腰套村、中良村、峡门村、奋斗村、槐庄村、关滩沟村和金场沟村。